# Phanoperla
Phanoperla is een geslacht van steenvliegen uit de familie borstelsteenvliegen (Perlidae). De wetenschappelijke naam van het geslacht is voor het eerst geldig gepubliceerd in 1938 door Banks.

## Soorten
Phanoperla omvat de volgende soorten:
- Phanoperla amorpha Zwick, 1982
- Phanoperla anomala (Banks, 1939)
- Phanoperla astrospinata Stark & Sheldon, 2009
- Phanoperla bakeri (Banks, 1924)
- Phanoperla batac Sivec & Stark, 2011
- Phanoperla belalong Stark & Sheldon, 2009
- Phanoperla ceylonica Kawai, 1975
- Phanoperla circumspina Sivec & Stark, 2011
- Phanoperla cornuta Zwick, 1982
- Phanoperla doisuthep Sivec & Stark, 2010
- Phanoperla flabellare Stark & Sivec, 2007
- Phanoperla flaveola (Klapálek, 1910)
- Phanoperla fuscipennis (Navás, 1932)
- Phanoperla guttata Zwick, 1982
- Phanoperla himalayana Zwick, 1977
- Phanoperla huang Sivec & Stark, 2010
- Phanoperla hubleyi Sivec & Stark, 2010
- Phanoperla imitatrix Zwick, 1986
- Phanoperla incompleta Zwick, 1986
- Phanoperla lao Stark, 1983
- Phanoperla limosa (Hagen, 1858)
- Phanoperla lisu Stark, 1983
- Phanoperla lobata Sivec & Stark, 2010
- Phanoperla maculata Zwick, 1982
- Phanoperla magnaspina Sivec & Stark, 2011
- Phanoperla maindroni (Navás, 1926)
- Phanoperla malayana Zwick, 1982
- Phanoperla minutissima (Enderlein, 1909)
- Phanoperla namcattien Cao & Bae, 2009
- Phanoperla nana Zwick, 1982
- Phanoperla nervosa Banks, 1939
- Phanoperla nuwara Kawai, 1975
- Phanoperla occipitalis Sivec & Stark, 2010
- Phanoperla omega Zwick, 1982
- Phanoperla pallipennis (Banks, 1938)
- Phanoperla parva Zwick, 1982
- Phanoperla peniculus Kawai, 1968
- Phanoperla pumilio (Klapálek, 1921)
- Phanoperla schmidi Zwick, 1982
- Phanoperla sertispina Jewett, 1975
- Phanoperla simplex Zwick, 1982
- Phanoperla srilanka Zwick, 1982
- Phanoperla sumatrae Zwick, 1982
- Phanoperla testacea (Hagen, 1858)
- Phanoperla tuberosa Stark & Sivec, 2007
- Phanoperla uchidai Sivec & Stark, 2010
- Phanoperla vietnamensis Zwick, 1986
- Phanoperla wedda Zwick, 1982
- Phanoperla wieng Sivec & Stark, 2010